# Burni Arul Item
Burni Arul Item är ett berg i Indonesien.   Det ligger i provinsen Aceh, i den västra delen av landet, 1 600 km nordväst om huvudstaden Jakarta. Toppen på Burni Arul Item är 1 099 meter över havet, eller 111 meter över den omgivande terrängen. Bredden vid basen är 0,85 km.
Terrängen runt Burni Arul Item är kuperad åt nordost, men åt sydväst är den bergig. Trakten runt Burni Arul Item är nära nog obefolkad, med mindre än två invånare per kvadratkilometer. I omgivningarna runt Burni Arul Item växer i huvudsak städsegrön lövskog.